# APF M1000
Das APF M1000 ist eine Heimvideospielkonsole, die 1978 von APF Electronics Inc. in den Vereinigten Staaten veröffentlicht wurde. Gelegentlich wurde das System auch als APF MP1000 vermarktet.

## Über das System
Das APF MP 1000 ist der Nachfolger des APF TV Fun, einer Pong-Konsole. Es wurde Anfang Juni 1978 auf der Consumer Electronics Show im US-amerikanischen Chicago der Weltöffentlichkeit vorgestellt. Zu seinen direkten Konkurrenzprodukten zählten das Atari VCS, Fairchild Channel F und das RCA Studio II. Es konnten insgesamt nur 20.000 Geräte verkauft werden, bevor der Hersteller Insolvenz anmeldete.

## Technische Daten

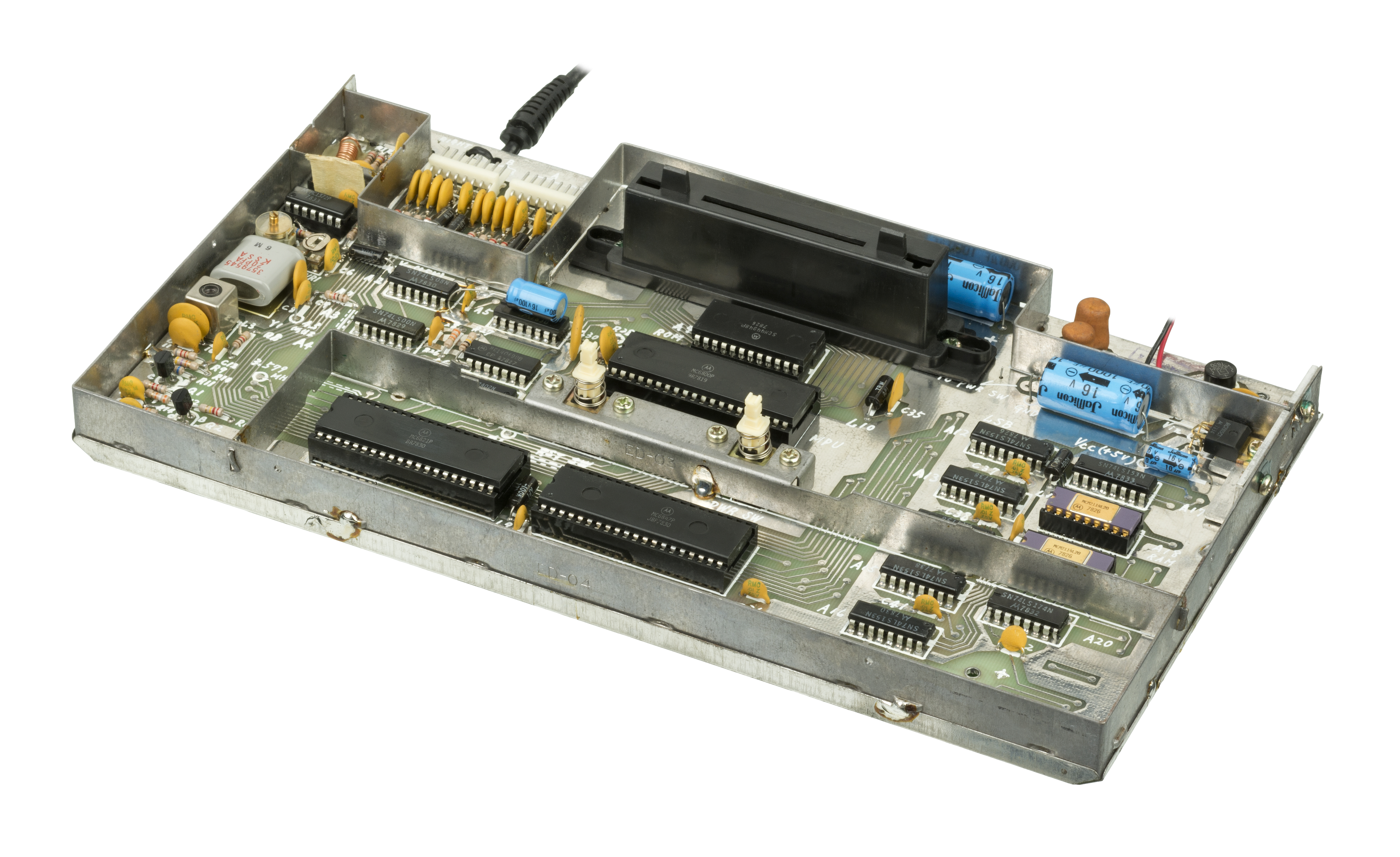
Blick auf das Mainboard des APF M1000

- CPU: Motorola 6800 (8 Bit, getaktet 3,579 MHz)
- RAM: 1 KB
- Grafik: 256×192 Pixel, 8 Farben
- Sound: eingebauter Lautsprecher[3]

Das Gerät kann mit der APF Imagination Machine benutzt werden, wodurch sich der RAM auf 9 kB erweitert und das ROM auf 14 kB (inkl. BASIC-Interpreter) wächst. Die Erweiterung kostete 600 US-Dollar.

## Spiele
Das Spiel Rocket Patrol war bereits im ROM integriert. Es erschienen insgesamt lediglich 12 Titel:
- Backgammon
- Baseball
- Blackjack
- Bowling / Micro Match
- Boxing
- Brickdown / Shooting Gallery
- Casino I: Roulette / Keno / Slots
- Catena
- Hangman / Tic Tac Toe / Doodle
- Pinball / Dungeon Hunt / Blockout
- Space Destroyers
- UFO / Sea Monster / Break It Down / Rebuild / Shoot[5]